# Tomasz Zając (muzykolog)
Tomasz Tadeusz Zając – polski muzykolog, doktor habilitowany sztuki.

## Życiorys
W 1992 r. ukończył studia instrumentalne w Akademii Muzycznej w Krakowie, w 2020 r. habilitował się. Został pracownikiem naukowym w Instytucie Muzyki, Kolegium Nauk Humanistycznych Uniwersytetu Rzeszowskiego.